# Phorbas salebrosus
Phorbas salebrosus är en svampdjursart som beskrevs av Koltun 1958. Phorbas salebrosus ingår i släktet Phorbas och familjen Hymedesmiidae. Inga underarter finns listade i Catalogue of Life.